# Earley
Earley – miasto w Wielkiej Brytanii, w Anglii, w regionie South East England, w hrabstwie Berkshire. W 2001 miejscowość zamieszkiwało 32 036 osób.